# Звёздные дневники Ийона Тихого (радиоспектакль)
«Звёздные дневники Ийона Тихого» — радиоспектакли по фантастическим рассказам Станислава Лема из цикла «Звёздные дневники Ийона Тихого», записанные в разные годы редакцией литературно-драматического вещания Всесоюзного радио. Радиопостановки входят в «Золотой фонд радиотеатра» Гостелерадиофонда.

## Звёздные дневники Ийона Тихого
Радиопостановка по мотивам предисловия, 14-го, 22-го и 26-го путешествий. Хронометраж: 50 минут. Запись 1962 года.

### Сюжет
Космический странник Ийон Тихий путешествует в безбрежных просторах Вселенной. Он посещает различные планеты, знакомится с их обитателями. И хотя действие ни разу не переносится на Землю, многое из того, с чем он сталкивается, весьма напоминает события, происходящие на нашей планете.

### Над спектаклем работали
- Автор перевода: Ариадна Громова
- Автор инсценировки: Елена Бабицкая
- Режиссёр: Виктор Турбин
- Композитор: Роман Леденёв

### Действующие лица и исполнители
- От редакции — Георгий Вицин
- Ийон Тихий — Ростислав Плятт

Планета Эрипелаза:
- Отец Лацимон — Владимир Благообразов

Планета Энтеропия:
- Ардрит — Пётр Полев
- Дежурный техник — Владимир Паулус
- Водитель — Евгений Быкадоров
- Ардритка — Людмила Иванова
- Служащая отеля — Людмила Крылова
- Пожилой Ардрит — Алексей Покровский
- Профессор Зазул — Николай Жегин

Планета Андригона:
- Экзаменатор — Аркадий Вовси
- Молодой Андригон — Олег Табаков

Планета Мерка:
- Док — Леонид Марков
- Мерканец — Иван Каменский
- Существо в белом — Антоний Ходурский
- Главный мерканец — Александр Пелевин

## Звёздные дневники Ийона Тихого.Путешествие восьмое
В 1988 году ко мне обратились с предложением записать радиоспектакль по одноимённой книге С. Лема. Получилась прекрасная работа трёх моих любимых артистов: А. Калягина, Ю. Яковлева и О. Табакова. Казалось, они «купаются» в этих ролях, получая несказанное удовольствие. Тут можно было играть, фантазировать, чудить — в общем, хулиганить в хорошем смысле слова. Замечательный получился спектакль, который, к сожалению, спустя какое-то время просто положили в Золотой фонд радио, иначе отделу пришлось бы выплачивать Лему авторский гонорар за эфир. Выяснилось: так как мы взяли материал из книги, не согласовав этого с писателем, он не дал разрешения на передачу — повторить спектакль было нельзя. Необходимое разрешение от Лема получили гораздо позже, и спектакль несколько раз выходил в эфир, но уже на радио «Культура».
Радиопостановка по  8-му путешествию (с небольшими сокращениями). Хронометраж: 38 минут. Запись 1988 года.

### Сюжет
Ийон Тихий путешествует во сне и оказывается делегатом планеты Земля на Пленарной Ассамблее, где обсуждается приём землян в Организацию Объединённых Планет.

### Над спектаклем работали
- Автор перевода: Ариадна Громова
- Автор инсценировки: Нина Световидова
- Режиссёр: Эмиль Верник
- Литературный редактор: Нина Световидова

### Действующие лица и исполнители
- Ведущая — Людмила Шапошникова
- Ийон Тихий — Александр Калягин
- Тарраканин — Юрий Яковлев
- Председательствующий — Иван Тарханов
- Тубанец — Олег Табаков
- Эриданин — Юрий Хлопецкий

## Трансляции
- 2005 — Радио «Культура»[3]

## Издания
- 2000 — Мастер Тэйп[4]: В серии «Сокровища мировой литературы». Аудиокассета. Сторона А: У. Фолкнер «Полный поворот кругом», Сторона Б: С. Лем «Звёздные дневники Ийона Тихого».
- 2004 — ИДДК: Станислав Лем, Рэй Брэдбери. Сборник инсценированных произведений. CD-Mp3.